# Cleome cremoloba
Cleome cremoloba är en paradisblomsterväxtart som beskrevs av Porphir Kiril Nicolai Stepanowitsch Turczaninow. Cleome cremoloba ingår i släktet paradisblomstersläktet, och familjen paradisblomsterväxter. Inga underarter finns listade i Catalogue of Life.